# Mahadevi Varma
Pour les articles homonymes, voir Varma (homonymie).
Mahadevi Varma, née le 26 mars 1907 à Farrukhabad (alors dans les Indes britanniques) et morte le 11 septembre 1987 à Allahabad dans l'Uttar Pradesh (Inde), est une poétesse hindi, combattante pour la liberté, défenseur des droits des femmes et éducatrice. Elle est généralement considérée comme la « nouvelle Mirabaï ». Elle était membre du mouvement Chhayadavaad, un mouvement romantique de la poésie hindi entre 1914 et 1938.

## Vie

### Enfance et éducation
Née dans une famille orthodoxe, elle a neuf ans quand son mariage est décidé par son grand-père mais elle continue de vivre chez ses parents et continue son éducation à Crossthwaite Girl's School à Allahabad. 
Elle part étudier le sanskrit à l'université d'Allahabad et alors qu'elle vient d'être diplômée, elle refuse de vivre avec son mari, le docteur Swarup Narain Verma. C'est pendant ces études qu'elle commence à écrire secrètement des poèmes, qui seront plus tard découverts par sa camarade, elle aussi poète, Subhadra Kumari Chauhan.
En plus de la poésie, elle peint et écrit des portraits en prose et a dessiné une partie des illustrations de ses ouvrages.

### Carrière
Elle sera la première directrice de la Allahabad (Prayag) Mahila Vidyapeeth en 1933, un collège privé qui enseigne la culture et la littérature aux jeunes filles en hindi.
Elle est considérée comme l'une des figures majeures du mouvement Chhayavaad (en) dans la littérature hindi avec Suryakant Tripathi 'Nirala' (en), Jaishankar Prasad (en) et Sumitranandan Pant (en).
Ses ouvrages les plus importants sont son autobiographie, Atita ke Chalchitra et Smriti ki Rekhayen en 1942, un ouvrage regroupant 51 chants. Elle est aussi l'auteur de recueil de poésie Nihar (1930), Rashmi (1932), Neerja (1934), Sandhya Geet (1936), d'écrits en prose et de Shrinkhala ki Kadiyan, qui traite de la situation des femmes en Inde.

## Distinctions
- Prix Jnanpith pour son recueil de poèmes Yama (1936)
- Padma Bhushan (1956)[5]
- Sahitya Akademi Fellowship (1979)[6]
- Padma Vibhushan (1988)